# アレックス・ステップニー
アレックス・ステップニー（Alex Stepney, 1942年9月18日 - ）は、イングランド・サリー出身のサッカー選手。現役時代のポジションはゴールキーパー。マンチェスター・ユナイテッドFCのGK最多出場記録、最多得点記録(2ゴール)を持つ。

## 経歴
1963年にミルウォールFCでデビュー。翌1964年にチェルシーFCへと移籍するも、すぐにマンチェスター・ユナイテッドFCへと移った。移籍初年度にプレミアリーグを制覇すると、翌年にはエウゼビオを擁するベンフィカを下してUEFAチャンピオンズカップを制した。その後、1970年代に同クラブは低迷期を迎え、1974年には1年のみであるが2部リーグへ降格した。マンチェスター・ユナイテッドでは通算539試合に出場した。
1978年にNASLに所属していたダラス・トルネードへと移籍し、翌年に引退した。

## 所属クラブ
- ミルウォールFC 1963-1966
- チェルシーFC 1966
- マンチェスター・ユナイテッドFC 1966-1978
- ダラス・トルネード 1978-1979